# John Cowell
John Cowell (1554 † 1611), jurisconsulte anglais dans le Royaume d’Angleterre des xvie-début xviie siècles, a été professeur de jusrisprudence à Cambridge.

## Biographie
John Cowell naquit l’an 1554 à Ernesborough (Devon). Après des humanités commencées au collège d’Eton et brillamment terminées au collège royal de Cambridge, il est nommé professeur regius de droit civil dans ledit King’s College, puis maître du Trinity Hall de Cambridge, où il succède à Thomas Preston en 1598. En 1607, Il publia un dictionnaire juridique, The Interpreter, dans lequel il promouvait la prérogative royale avec véhémence. Il fut pour cela poursuivi devant la Chambre des communes par Sir Edward Coke, et c’est à l’intervention de Jacques Ier qu’il a dû sa liberté. Son livre fut condamné par la Chambre, et brûlé pour des idées jugées anticonstitutionnelles. On a de lui un autre ouvrage, intitulé Institutiones Juris Anglicani (en anglais : The Institutes of the law of England), paru en 1605. Il mourut à Oxford (Oxfordshire) le 11 octobre 1611.